# Wenigensömmern
Wenigensömmern ist ein Stadtteil der Stadt Sömmerda im Landkreis Sömmerda.

## Geschichte
Der Name sumeridi leitet sich höchstwahrscheinlich aus dem althochdeutschen sumar, was so viel wie Sumpf, Moor oder feuchte Gegend bedeutet ab – angesichts der Nähe von Unstrut- und Lossaaue durchaus zutreffend.
Die erste urkundliche Erwähnung Wenigensömmerns findet sich in einem Zehntstreit des Klosters Fulda mit dem Erzbischof von Mainz Lullus im Jahre 876. Die betreffende Stelle sumeridi item sumeridi lässt allerdings Raum zu Spekulationen offen, ob hiermit Wenigensömmern und das benachbarte Sömmerda gemeint seien, oder ob es sich hier um die germanischen (Altstadt-Petrigemeinde) und die slawischen (Rähmen) Siedlungsursprünge der Stadt handelt. Der Ort gehörte bis 1815 zum kursächsischen Amt Weißensee. Durch die Beschlüsse des Wiener Kongresses kam er zu Preußen und wurde 1816 dem Landkreis Weißensee im Regierungsbezirk Erfurt der Provinz Sachsen zugeteilt, zu dem er bis 1944 gehörte.
In Wenigensömmern gab es bis 1945 ein Rittergut: Dieses aus Erfurter Kirchenbesitz hervorgegangene Gut gehörte seit dem 16. Jahrhundert der Familie von Teutleben. Danach waren ab dem 16. Jahrhundert die Familien von Götze, ab 1839 von Seebach und mit dem Jahr 1899 von Hünersdorff die Besitzer. 1911 kaufte Erich Beyse aus Lindenwald (Schlesien) das Gut und bewirtschaftete es bis 1945. Nach der sowjetischen Besatzung im Juni 1945 wurde das Gut entschädigungslos enteignet und an Klein- und Neubauern aufgeteilt. 1948 folgte die Sprengung des Gutshauses aufgrund des SMAD-Befehl Nr. 209, wobei die weiter bestehenden Wirtschaftsgebäude 1952 in das Inventar einer Landwirtschaftlichen Produktionsgenossenschaft (LPG Typ I Bundschuh) überführt wurden. Diese wurden nach strukturellen Veränderungen (ab 1958 zur LPG Sömmerda gehörend) sukzessive in den 1980er Jahren aufgegeben und dem Verfall anheimgestellt und abgerissen. Zurzeit (2015) sind von den ehemaligen Gutsgebäuden nur noch der Pferdestall (heutzutage als Wohnhaus genutzt) und die Außenmauern des Schafstalls übrig. Auf einem Teil des Geländes wurden nach dem Verkauf durch die Treuhandanstalt seit 2009 einige Wohnhäuser neu errichtet.
2001 wurde Wenigensömmern ein Förderschwerpunkt der Dorferneuerung in Thüringen und hat seitdem sein äußerliches Erscheinungsbild wesentlich aufwerten können. Aufgrund der räumlichen Lage zu Erfurt sowie thüringischen Industriestandorten gibt es seit 2010 einen verstärkten Zuzug jüngerer Einwohner.
Im Jahr 1974 wurde die bis dahin selbstständige Gemeinde in die Stadt Sömmerda eingemeindet.
Am 4. Mai 2016 wurde in den Gehweg beim Grundstück Vorderstraße 86 von Gunter Demnig ein Stolperstein für Anna Hohmann verlegt. Siehe auch: Liste der Stolpersteine in Sömmerda.

## Sehenswürdigkeiten
- St. Nikolaus (Wenigensömmern)

## Wüstungen
In der Umgebung von Wenigensömmern gibt es zwei Wüstungen. Diese sind: Breitfurt oder Breitenfurt (zwischen Wenigensömmern und Stödten im so genannten Altgefälle) und Siboldesdorf (zwischen Wenigensömmern und Frohndorf, ungefähr im Gebiet, wo die „Pfefferminzbahn“ die Scherkonde kreuzt, Lage). Beide Wüstungen trugen erheblich zur Ausweitung der Gemarkung Wenigensömmern bei.

## Persönlichkeiten
- Caspar von Teutleben (* 1576 in Laucha, † 1629 in Wenigensömmern): Dichter und Humanist, ein Begründer der „Fruchtbringenden Gesellschaft“. Er lebte einige Jahre in Wenigensömmern.
- Johann Christoph Göring (* kurz vor dem 31. Oktober 1624 in Wenigensömmern, † 1684 in Blekendorf bei Plön in Holstein): Pfarrer, Lieder-Dichter, Verfasser eines in fünf Auflagen erschienenen Liederbuchs „Liebes-Meyen-Blühmlein“.
- Johann Samuel Gottlob Gräf (* 26. Oktober 1736 in Wenigensömmern, † 19. Juni 1800 in Gera): evangelischer Theologe
- Emil Steinhoff (* 3. Mai 1883 in Wenigensömmern; † 25. Januar 1953 in Kassel-Wilhelmshöhe): SA-Führer.
- Ernst Kasenzer (* 19. Juni 1891 in Skungirren; † 1. Februar 1943 im KZ Dachau): Pfarrer in Wenigensömmern.
- Peter Baumbach (* 1940 in Wenigensömmern; † 15. Februar 2022): Architekt (DDR) und Professor an der Kunsthochschule in Berlin-Weißensee.